# Heroin (canción de Sumo)
«Heroin» o «Heroína», es una canción perteneciente al grupo de rock argentino Sumo. Forma parte del demo Corpiños en la madrugada, grabado de forma independiente en 1983. Más adelante formó parte del disco Llegando los monos, de 1986.

## Interpretación
Luca le dedicaba en vivo a su hermana Claudia y al novio de ésta Carlo Pistoni, que se suicidaron en julio de 1979, inhalando monóxido de carbono en un auto. Luego de haber consumido heroína. A Luca le impactó profundamente porque había iniciado a Claudia en el consumo. Según el saxofonista de Sumo, Roberto Pettinato, Prodan sentía que "Heroin" había sido robada del tema del mismo nombre del grupo Velvet Underground. En el recital del 9 de agosto de 1986, en Obras sanitarias, Luca hace mención a la marca de Champú Wellapon porque Claudia había participado de un comercial de la mencionada marca.[cita requerida]